# عضو مجلس الشيوخ مدى الحياة

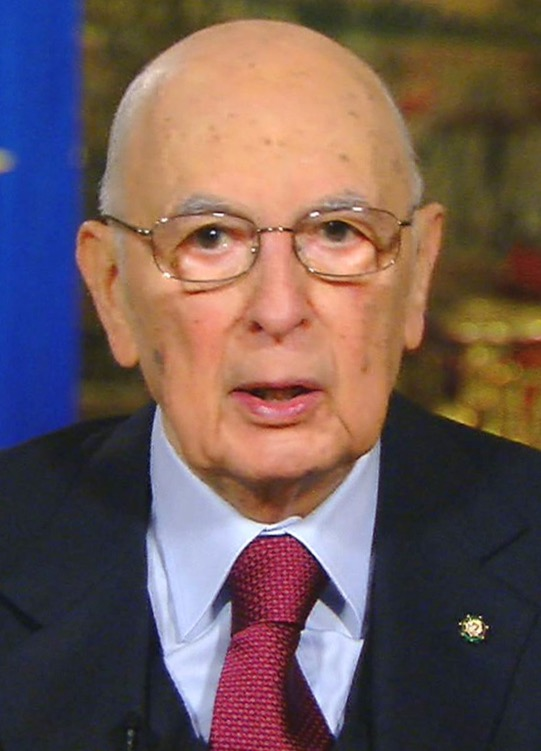

عضو مجلس الشيوخ مدى الحياة هو عضو في مجلس الشيوخ أو المجلس الأعلى يخدم في منصبه مدى الحياة. في عام 2010، كان هناك سبعة أعضاء في مجلس الشيوخ الإيطالي من أصل 322 و 4 من أصل 47 في مجلس الشيوخ البوروندي و جميع أعضاء مجلس اللوردات البريطاني حائزين على المنصب مدى الحياة. منحت عدة من دول أمريكا الجنوبية عضوية مجلس الشيوخ مدى الحياة لأحد رؤسائها السابقين و لكنها ألغت هذه الممارسة.
في إيطاليا يقوم رئيس الجمهورية بتعيين أعضاء مجلس شيوخ مدى الحياة بناءأً على ما قدموه من مساهمات علمية، أو فكرية، أو غيرها، كما أن رئيس الجمهورية نفسه يتحول إلى عضو مجلس الشيوخ مدى الحياة في حال انتهاء فترة ولايته.